# Allithwaite
Allithwaite – wieś w Anglii, w Kumbrii, w dystrykcie (unitary authority) Westmorland and Furness. Leży 79 km na południe od miasta Carlisle i 352 km na północny zachód od Londynu.